# Lúcia Xavier
Lúcia Maria Xavier de Castro (Rio de Janeiro, 1959) é uma assistente social e ativista de direitos humanos brasileira.

## Biografia
Seu pai, radialista, morreu quando ela tinha dois anos de idade. Sua mãe trabalhou como empregada doméstica para sustentar a família. Aos 14 anos, Lúcia Maria Xavier de Castro começou também a trabalhar e teve seu primeiro contato com a politica, formando um grupo de estudos sobre Marxismo na escola. Graduou-se em Serviço Social pela Universidade Federal do Rio de Janeiro, em 1984. Atuou no centro acadêmico, participando da fundação do Partido dos Trabalhadores no Rio. Frequentadora dos bailes de soul music dos subúrbios do Rio na década de 1980, onde também se reuniam militantes do movimento negro, passou a integrar o grupo AcordaCriola, da Cidade de Deus. Entrou para o Instituto de Pesquisa de Cultura Negra, dedicando-se ao Núcleo Negro e ao Núcleo de Luta Comunitária. Fundou em 1992 a ONG Criola, dedicada a combater o racismo, o sexismo e a homofobia. 
De 1991 a 1997, foi assessora parlamentar na Assembleia Legislativa do Estado do Rio de Janeiro. Ajudou a criar em 1999 o Disque Defesa Homossexual (DDH), serviço pioneiro de atendimento público a pessoas LGBT. Na III Conferência Mundial de Combate ao Racismo, à Xenofobia e Intolerâncias Correlatas, promovida pela Organização das Nações Unidas em Durban, em 2001, foi revisora da Declaração de Durban e do seu Plano de Ação.
É conselheira do Global Fund for Women e atua na seleção de projetos do Fundo Elas, dedicado a projetos sociais para o fortalecimento das mulheres. É pesquisadora do projeto Cartas do Cárcere.

## Obras
- 1999 - Mulher Negra: Sua Situação na Sociedade (Cadernos Ceap)

## Prêmios
- Medalha do Reconhecimento Chiquinha Gonzaga - Câmara Municipal do Rio de Janeiro